# دهستان ایل‌تیمور
دهستان ایل تیمور نام دهستانی در بخش مرکزی شهرستان بوکان، استان آذربایجان غربی در ایران است. براساس سرشماری مرکز آمار ایران در سال ۱۳۸۵، جمعیت آن ۶۳۰۲ نفر (۱۰۶۰ خانوار) بوده‌است.